# Krupa na Vrbasu
Krupa na Vrbasu je naselje v mestu Banjaluka, Bosna in Hercegovina.

## Deli naselja
Amidžići, Anđelići, Antonići, Bojanići, Čivčići, Čubrilovići, Ducanovići, Duceni, Đurđevići, Ercezi, Galešići, Ilići, Injci, Kovačevići, Krupa na Vrbasu, Ledenice, Ljuboje, Malbašići, Malčići, Marinkovići, Mihailovići, Mijići, Novakovići, Orozovići, Pavlovići, Pejići, Podrašćani, Polje, Popovići, Proseni, Racune, Rađevići, Rijeka, Ristići, Seredžani, Stančevići, Strike, Stupari, Šamare, Šutići, Tarlaći, Tešanovići, Tešići, Tovilovići, Vranješevići, Vranješi, Vučenovići, Vukojevići in Zidine.  

## Prebivalstvo
| Pregled števila prebivalcev po letih | Pregled števila prebivalcev po letih | Pregled števila prebivalcev po letih | Pregled števila prebivalcev po letih | Pregled števila prebivalcev po letih | Pregled števila prebivalcev po letih |
| ------------------------------------ | ------------------------------------ | ------------------------------------ | ------------------------------------ | ------------------------------------ | ------------------------------------ |
| 1948                                 | 1953                                 | 1961                                 | 1971                                 | 1981                                 | 1991                                 |
| -                                    | -                                    | 2.952                                | 2.490                                | 2.133                                | 1.858                                |

| Narodna sestava prebivalstva po letih                                                                                             | Narodna sestava prebivalstva po letih                                                                                             | Narodna sestava prebivalstva po letih                                                                                            |
| --- | --- | --- |
| 1971 | 1981 | 1991 |
| . skupaj: 2.490 Srbi 2.456 (98,63 %) Hrvati 13 (0,52 %) Muslimani 10 (0,40 %) Jugoslovani 0 (0,00 %) drugi in neznano 11 (0,44 %) | . skupaj: 2.133 Srbi 1.974 (92,54 %) Muslimani 7 (0,32 %) Hrvati 5 (0,23 %) Jugoslovani 137 (6,42 %) drugi in neznano 10 (0,46 %) | . skupaj: 1.858 Srbi 1.826 (98,27 %) Hrvati 7 (0,37 %) Muslimani 1 (0,05 %) Jugoslovani 14 (0,75 %) drugi in neznano 10 (0,53 %) |